# Le Choix d'un gendre
Le Choix d'un gendre est une pochade en 1 acte d'Eugène Labiche et Alfred Delacour, représentée pour la 1re fois à Paris au Théâtre du Vaudeville le 22 avril 1869.
La pièce a paru aux éditions Dentu.

## Distribution
| Acteurs et actrices ayant créé les rôles |                   |
| Personnage                               | Acteur ou actrice |
| François, domestique d'Émile             | M. Delannoy       |
| Bidonneau                                | Arnal             |
| Le comte Émile de Montmeillan            | M. Saint-Omer     |
| Mandolina, artiste lyrique               | Mlle Bianca       |